# Richterswil
Richterswil, zürichdeutsch Richterschwyl, umgangssprachlich Richti genannt, Zürichdeutsches Wörterbuch: Richtischwiil ist eine politische Gemeinde im Bezirk Horgen des Schweizer Kantons Zürich.

## Geographie

Richterswil im historischen Luftbild von 1919, aufgenommen aus 200 Metern Höhe von Walter Mittelholzer

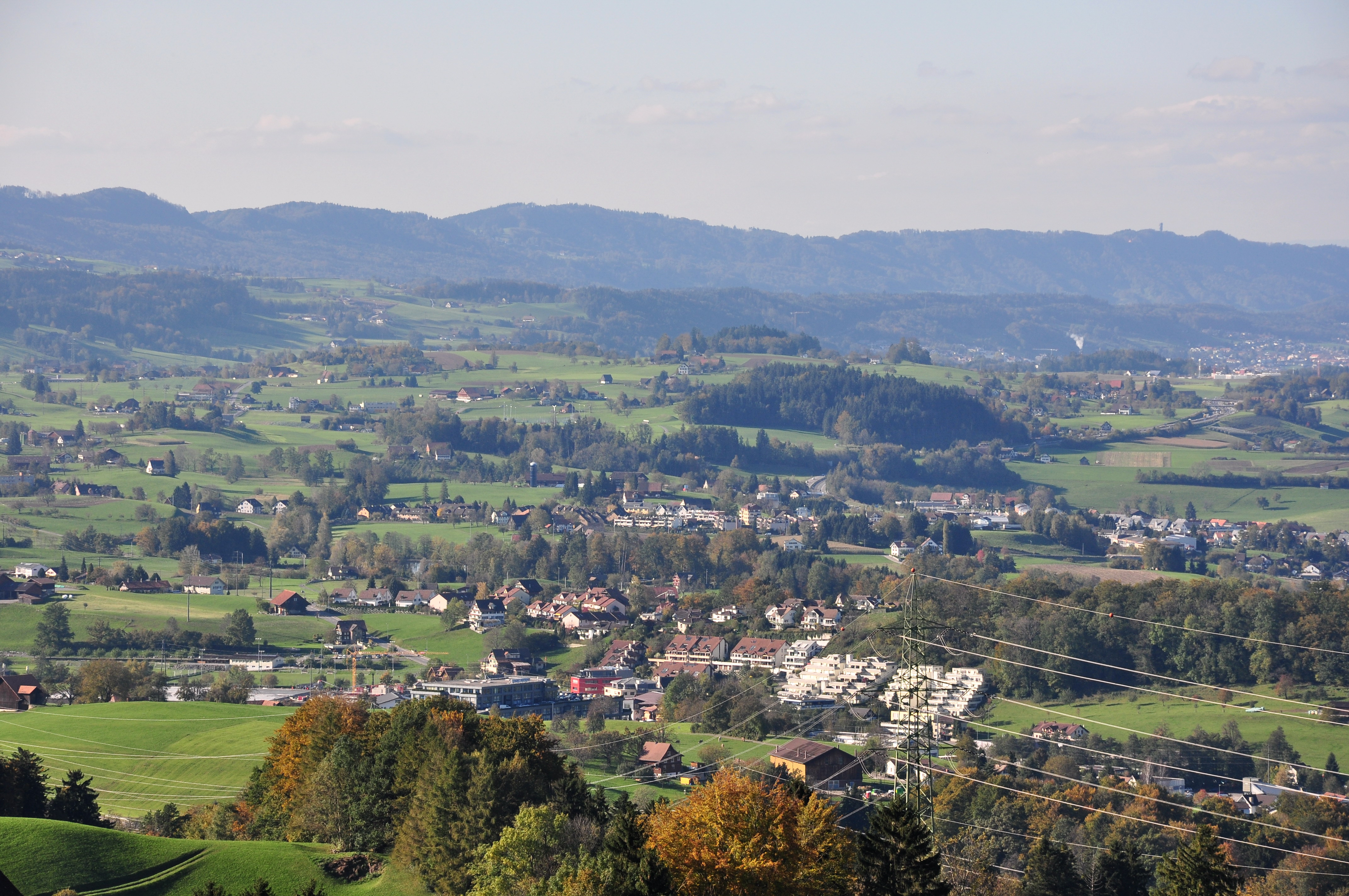
Samstagern

Die Gemeinde Richterswil liegt zwischen dem südwestlichen linken Ufer des Zürichsees mit dem volkstümlichen Namen "Pfnüselküschte" und der Hügelkette der Höhronen schon an den Schwyzer Voralpen an der Grenze zum Kanton Schwyz. Die Gemeindefläche umfasst 755 Hektaren und erstreckt sich von 408 m ü. M. (Zürichsee) bis 725 m ü. M. (Hüttnersee). Die Distanz zu Zürich beträgt rund 25 Kilometer (Luftlinie).
Die Gemeinde besteht aus den Ortsteilen Richterswil, Burghalden und Samstagern. Nachbargemeinden Richterswils sind Wädenswil und Wollerau. Seit 1848 gehört die Zürichseeinsel Schönenwirt zu Richterswil.

### Flächennutzung
Im Jahr 2007 bestand die Gemeindefläche von 755 Hektaren zu 50,7 % aus Landwirtschafts- und zu 30,5 % aus Siedlungsfläche. Historisch betrachtet bedeutet das einen Rückgang der Landwirtschaftsfläche zugunsten der Siedlungsfläche seit 1983 um rund 8 %. Der Anteil stehender und fliessender Gewässer an der Gesamtfläche (ohne Zürichsee) beträgt 0,7 %, während die bestockte Fläche (d. h. Wald, Gehölz) 7,2 % ausmacht. 10,7 % der Fläche entfällt auf Verkehrsflächen. Im Jahr 2012 umfassten die Bauzonen 34,6 % der Gesamtfläche.

## Geschichte

### Frühgeschichte und Mittelalter
Ort- und Flurnamen sowie archäologische Funde beim Inselchen Schönenwirt deuten auf eine alemannische Besiedelung des heutigen Gemeindegebiets im 7. bis 9. Jahrhundert hin. Die Herkunft des Ortsnamens ist nicht näher belegt, könnte aber auf den althochdeutschen Namen «Richtilo» zurückgeführt werden, dessen Träger man als früh(st)en Siedler annehmen mag. Erstmals urkundlich erwähnt wird Richterswil als Richtliswile erst im Jahre 1265. Richterschwyl ist eine frühere Schreibweise.
Um 1200 wurde auf Richterswiler Boden die Burg Alt-Wädenswil errichtet. Zu dieser Zeit war Richterswil Teil der Herrschaft Wädenswil, deren Freiherren bereits im 1265 die Kirche St. Martin errichteten. 1287 gelangte die Herrschaft Wädenswil in Besitz des Johanniterordens, der für rund 250 Jahre die Geschicke Richterswil bestimmen sollte. Im Alten Zürichkrieg in der ersten Hälfte des 15. Jahrhunderts blieb der Johanniterorden neutral, was ihn vor Kriegsverwüstungen weitgehend bewahrte. Infolge der Reformation verkaufte der Johanniterorden aber schliesslich 1550 die Herrschaft Wädenswil – und damit auch Richterswil – an die Stadt Zürich.

### Frühe Neuzeit
Bis zur Reformation (1529) umfasste die Pfarrei Richterswil auch Teile von Wollerau (und noch bis 1703 Teile von Hütten). Seit der Reformationszeit und dem Verkauf an Zürich lag Richterswil nun aber im konfessionellen Grenzbereich an der Grenze zum Kanton Schwyz. Aufgrund dieser Lage kam es im Ersten Villmergerkrieg (1656) zu einem Einfall der Schwyzer. Mithilfe von neu errichteten Schanzen oberhalb des Dorfes konnte im Zweiten Villmergerkrieg (1712) ein weiterer Einfall abgewehrt werden.
Die Wirtschaft Richterswils war zunächst landwirtschaftlich geprägt, bevor bereits relativ früh Formen der Hausindustrie aufkamen. So wurde seit dem 15. Jahrhundert das Woll- und Baumwollgewerbe, seit dem 16. Jahrhundert die Leinenweberei wichtiger Teil der Richterswiler Wirtschaft. Ende des 18. Jahrhunderts war fast die Hälfte (46 %) der Einwohner an der Baumwollindustrie beteiligt. Darüber hinaus partizipierte Richterswil wirtschaftlich erfolgreich am Transitgüterkehr, und als wichtige Station auf dem Pilgerweg nach Einsiedeln profitierte die Gemeinde massgeblich vom Pilgerverkehr. Letzterer führte zur Etablierung eines profitablen Gastgewerbes, und auch Schiffer, welche die Pilger über den See führten, verdienten an den Gläubigen.

### Helvetik

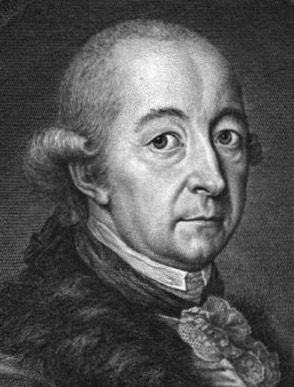
Bildnis Johannes Hotzes in Lavaters Essai sur la physiognomie

Im ausgehenden 18. Jahrhundert wirkte in Richterswil der auf Gemütsleiden spezialisierte Arzt Johannes Hotze (ursprünglich Hotz). Zu seinen Freunden zählten sein Cousin Johann Heinrich Pestalozzi sowie Johann Caspar Lavater, zu seinen Besuchern Goethe, der 1775 und 1779 nach Richterswil kam.
Damals wurde der Kanton Zürich noch von den Zünften der Stadt Zürich regiert, denen die wenigen Tausend Stadtbürger angehörten. Die 180 000 Bewohner der Landschaft dagegen waren von vielen Berufen und Ämtern ausgeschlossene Untertanen. Bei den «Seebuben», die durch innovative Landwirtschaft und Protoindustrialisierung zu Wohlstand gelangt waren, fielen die Ideen der Französischen Revolution auf fruchtbaren Boden. 1794/1795 wurde Stäfa zum Ausgangspunkt einer Demokratiebewegung. Der Richterswiler Metzger David Schmid schrieb den Stäfnern, «die von Wädenswil und Richterswil wollten sämtlich es mit ihnen halten» und seien mit Pulver und Blei versehen. Wegen der grausamen Bestrafung der Freiheitskämpfer verliess Hotze seine Heimat für immer.
Als 1798 die Helvetische Revolution ausbrach und Frankreich zugunsten der aufständischen Waadtländer intervenierte, weigerten sich die Richterswiler, für die Gnädigen Herren von Bern in den Krieg zu ziehen. Schliesslich dankte Zürichs Regierung ab. Doch brauchte es die Besetzung der Schlösser und Pfarrhäuser und den Aufmarsch von 14 000 bewaffneten Landleuten, bis eine zu drei Vierteln aus bisherigen Untertanen bestehende Landeskommission die Regierungsgewalt erhielt. Symbole der Revolution waren der Freiheitsbaum, die Anrede «Bürger», das Tragen der Stäfner Kokarde und das Verschwinden der alten Amtstrachten.
In Aarau wurde die «Eine und Unteilbare Helvetische Republik» ausgerufen, welche den Schweizern Freiheit und Gleichheit verhiess. Die Landsgemeindekantone Uri, Schwyz, Nidwalden, Glarus und Zug aber wollten nicht auf ihre historischen Verfassungen (und ihre Untertanengebiete) verzichten und beschlossen, Aarau, Bern und Zürich zu besetzen. Der neue Staat ersuchte darauf Frankreich um Hilfe.

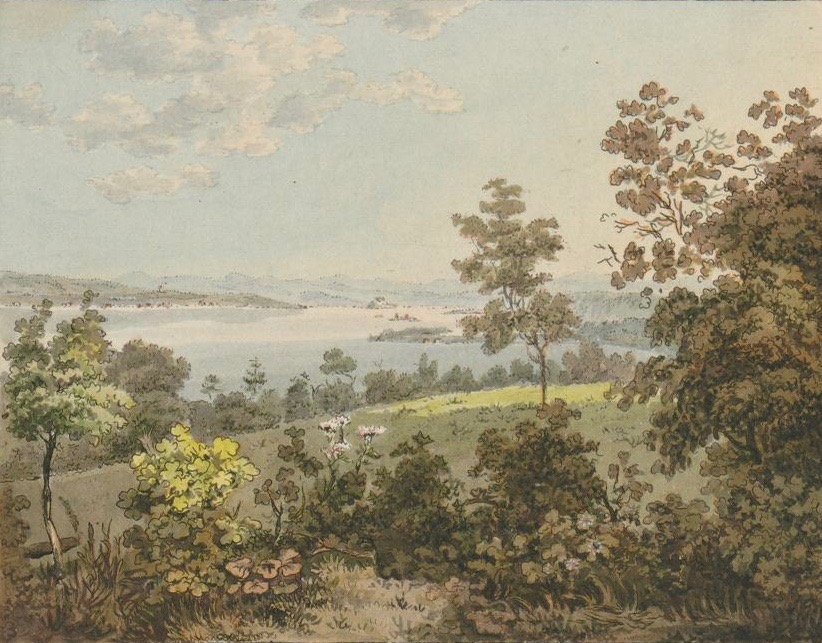
Heinrich Keller: Gegend Beÿ Richtenschweil wo das Gefecht vorfiel, A. 1798

Im Rahmen eines kurzen Feldzugs, der zur Kapitulation der Revolutionsgegner führte, kam es am 30. April in und um Wollerau, Bäch und Richterswil zu einem Gefecht mit gegen 300 Toten und Verwundeten. Daran beteiligt waren auf der siegreichen Seite drei Bataillone Franzosen und ein Bataillon Zürcher, auf der Gegenseite zwei oder drei Bataillone Glarner sowie Höfner, Märchler und Einsiedler. Das anschliessende Gefecht bei Schindellegi endete mit dem Rückzug der Schwyzer.
Statt zur Landvogtei Wädenswil gehörte Richterswil nun zum Distrikt (Bezirk) Horgen. Erst damals erhielt es trotz seiner schon 2500 Einwohner den Status einer politischen Gemeinde mit einem Einwohnergemeinderat („Munizipalität“). Das Bürgergut verwaltete eine separate Bürgergemeinde mit einem Bürgergemeinderat («Gemeindekammer»).

1799 wurde Richterswil zuerst von den Österreichern, dann von den Franzosen besetzt. In der Zweiten Schlacht um Zürich fiel Hotzes politisch andersdenkender Bruder, der österreichische Feldmarschallleutnant Friedrich von Hotze, unter den Kugeln der siegreichen Franzosen.

### Mediation
1803 löste Napoleon als selbsternannter «Mediator» die Helvetische Republik auf. Die Stadt Zürich benützte dies, um ihre Herrschaft über den Kanton wiederherzustellen. Richterswil aber wählte nun erst recht Anhänger der Helvetik in den Gemeinderat.
Ein Brandanschlag auf das Landvogteischloss Wädenswil gab 1804 das Signal zum Aufstand. Burghalden war Sammelplatz von 450–600 Bewaffneten. Auch 80–100 Richterswiler unter Führung von Jakob Treichler machten mit. Der sogenannte Bockenkrieg endete mit der Besetzung der beteiligten Gemeinden durch Truppen anderer Kantone, mit einer «Hexenjagd» auf Demokraten, von denen mehrere ermordet oder hingerichtet wurden, und mit Geldbussen, deren vierthöchste (nach Wädenswil, Horgen und Stäfa) Richterswil zu bezahlen hatte. Die Stadt Zürich setzte auch einen neuen Gemeinderat ein.
Napoleons Kontinentalsperre machte Handweber arbeitslos, die aus England importiertes Baumwollgarn verarbeitet hatten. Über hundert Richterswiler wanderten darum 1812 nach Piedimonte d’Alife (heute Piedimonte Matese) im Königreich Neapel aus, wo Joachim Murat und Napoleons Schwester Carolina regierten. Ihr Anführer war der ehemalige «Agent» der Helvetischen Republik Konrad Leuthi (Lüthi).

### 19./20. Jahrhundert
In der Zeit der Restauration (1815–1830) wurde das Rad der Geschichte weiter zurückgedreht. Unter dem Namen «Oberamtmänner» zogen wieder Landvögte auf Schloss Wädenswil ein. In der Zeit der Regeneration (1830–1848) setzte sich dann endgültig die Demokratie durch. Wie schon 1798 gehört Richterswil seither zum Bezirk Horgen.
Nachdem die ufernahe Insel Schönenwirt in der Bucht zwischen Richterswil und Bäch 1841 definitiv dem Kanton Zürich zugeschlagen worden war, kaufte die Gemeinde Richterswil an der offiziellen Versteigerung vom 6. Oktober 1848 die Insel für 100 Schweizer Franken. Der Verkauf wurde am 21. Oktober 1848 vom Zürcher Regierungsrat ratifiziert. Der historische Kaufbrief, datiert vom 5. Januar 1849, wird im Gemeindearchiv aufbewahrt. Die Insel ist nach der Ufenau und der Lützelau die drittgrösste der vier natürlichen Zürichseeinseln.

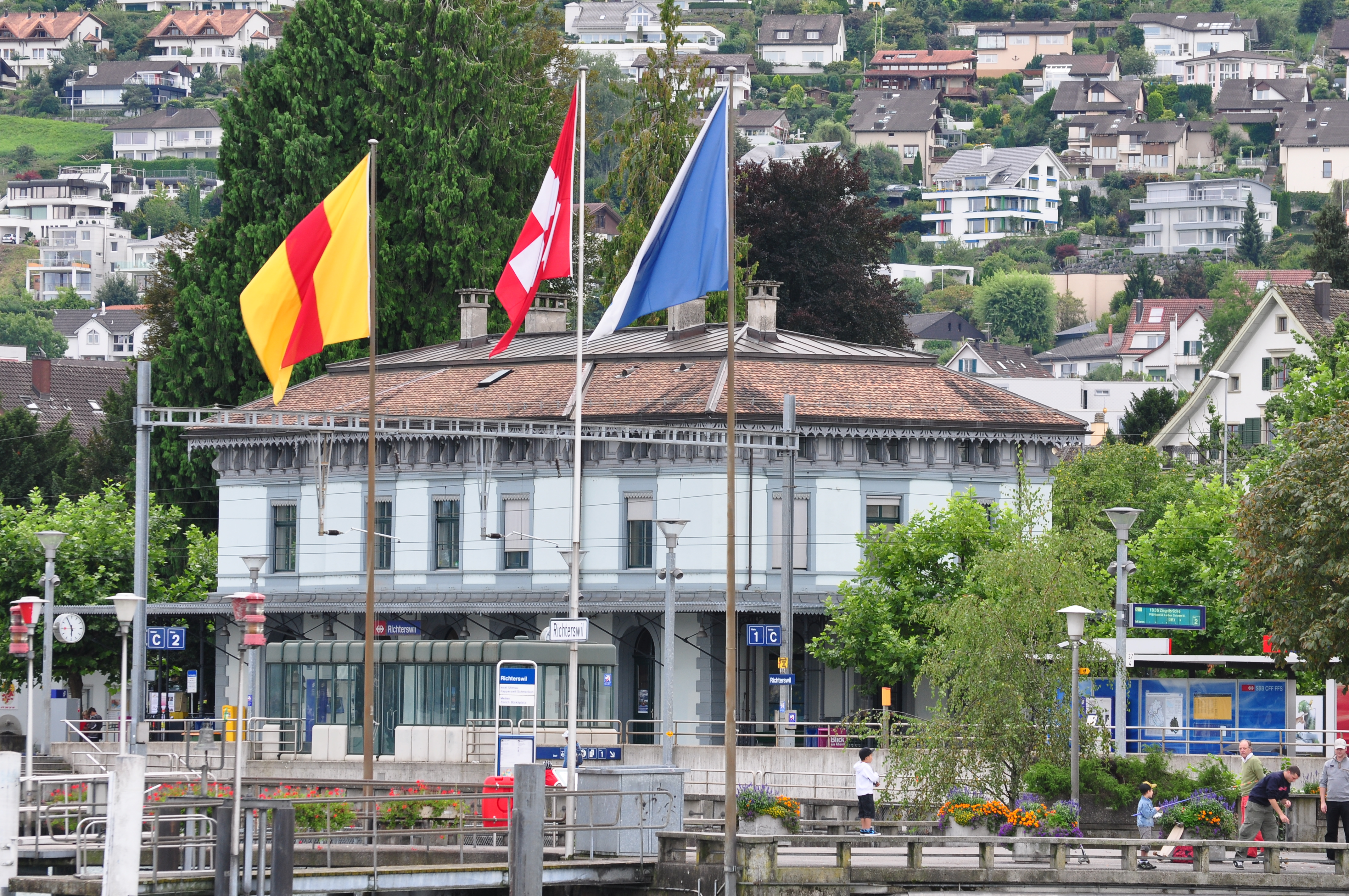
Bahnhof Richterswil

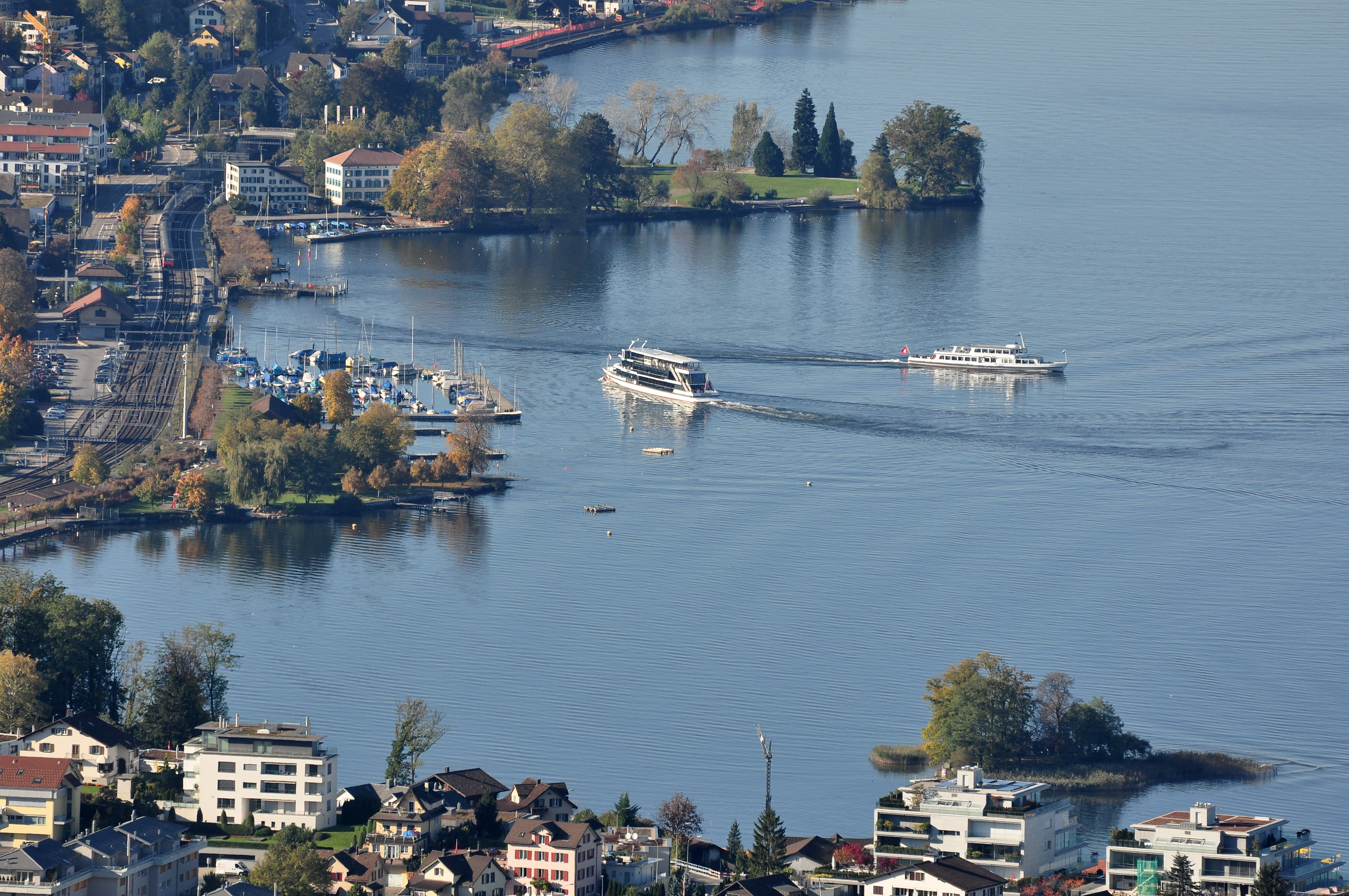
Uferanlagen, Hafen und Bahnhofsbereich, im Vordergrund die Insel Schönenwirt

1873 erhielt Seidenfabrikant Rudolf Zinggeler-Syfrig (1819–1897) die Nutzungsrechte des Mülibaches für den Antrieb der Maschinen in seiner Seidenzwirnerei Zinggeler AG. Oberhalb Richterswil entstand durch Aufstauung des Mülibaches der Sternenweiher in Samstagern mit einer Wasserspiegelhöhe von 583 m ü. M.. Eine zwei Kilometer lange Druckleitung führte das Wasser bis zum Zürichsee hinunter, wo es in der Zwirnerei Zinggelers eine Wasserturbine antrieb. Zur Belustigung und als Symbol der Industrialisierung liess der Fabrikant ab 1875 an Festtagen, wie dem 1. August, das Wasser durch eine Düse emporsteigen: Ein Springbrunnen mit einer Höhe von 80 bis 85 Meter entstand. Diese Fontäne galt lange als die höchste des Kontinents. 1972 wurde die Kraftanlage ausser Betrieb gesetzt und damit auch die Fontäne.
2003 wurde der Verein Gesellschaft historischer Springbrunnen Richterswil als Träger der Restaurierung und des Betriebs des Springbrunnens gegründet, bei 2,3 Mio. Franken angenommener Kosten. Am Springbrunnen- und Museumsprojekt beteiligten sich der Lotteriefonds des Kantons Zürich mit 300.000 sFr, die Gemeinde Richterswil mit 150.000 sFr und zahlreiche Gönner.
Die Reaktivierung der Fontäne wurde realisiert, die erste Wiederinbetriebnahme fand am 8./9. Dezember 2007 statt. Dabei wurde der eigens für die Fontäne komponierte Marsch Fontane vive vom Musikverein Richterswil/Samstagern uraufgeführt.
Private können gegen Entgelt die Fontäne zu einem Wunschtermin speien lassen. Der Verein zielt auch auf:
- Dokumentation der hydroelektrischen Anlagen, des Druckleitungs- und Hydrantennetzes, der Turbinen
- Gründung eines Museums zur Industrialisierung von Richterswil, insbesondere von 1873 bis zum Zweiten Weltkrieg
- Erstellen eines Lehrpfades entlang der alten Druckleitung

Informationstafeln (im Seebad-Restaurant und dem GZ Drei Eichen in Samstagern) erläutern die Speisung vom Sternenweiher über das kleinere Reservoir Speckl mit 576 m Spiegelhöhe. Die Fontäne spritzt heute bis 101 m hoch, bezogen auf den Spiegel des Zürichsees von 406 m.
Die Fabrik von Rudolf Zinggeler wurde am 10. Juni 2010 durch einen Brand zerstört.
1878 wurden Teile des Gemeindegebiets (Teile des Giessen und des Staubenweidli, die links des Reidbachs lagen) an die Gemeinde Wädenswil abgetreten.
1893 wurde das Spital Richterswil erbaut, welches ab 1994 unter dem Namen Paracelsus-Spital als vornehmlich anthroposophische Klinik geführt wurde und im November 2020 seinen Betrieb einstellte. 1905 wurde die neue reformierte Kirche, 1914 die katholische Kirche eingeweiht. 1975 wurde der historische Dorfkern von Richterswil als schützenswert erklärt. 1992 erhielt der Bahnhof Richterswil den internationalen Brunel Award in der Kategorie For outstanding visual design in public railway transport.

### Wappen
Das Gemeindewappen mit der Blasonierung In Gold ein roter Pfahl
ist im 18. Jahrhundert belegt als Wappen einer angeblichen Adelsfamilie von Richterswil, die sich allerdings urkundlich nicht nachweisen liess.
Das Wappen erscheint bereits im 16. Jahrhundert, damals aber mit schwarzem Pfahl.
Der Gemeinderat von Richterswil nahm das Gemeindewappen bereits am 6. November 1924 als offiziell an, noch vor der Gründung der Zürcher Wappenkommission im Folgejahr und als erste der Zürcher Landgemeinden (die nicht bereits ein hergebrachtes Stadtwappen führten).

## Bevölkerung
Ende 2021 zählte Richterswil 13'800 Einwohner (5'986 Haushalte) bei einer Bevölkerungsdichte von 1'830 Einwohnern pro Quadratkilometer. Damit hat sich Richterswils Bevölkerung in den letzten knapp 60 Jahren mehr als verdoppelt (1962: 5'935 Einwohner).
Der Anteil der ausländischen Wohnbevölkerung lag mit 19,8 % deutlich unter dem kantonalzürcherischen Durchschnitt von 27,3 %. Die Sozialhilfequote lag bei 2,3 % und der Anteil der Arbeitslosen an der Bevölkerung zwischen 15 und 64 Jahre bei 2,5 %.
29,04 % (4'008 Personen) der Richterswil Bevölkerung waren evangelisch-reformiert, 26,72 % (3'688 Personen) römisch-katholisch und 44,23 % (6'104 Personen) gehörten keinem amtlich registrierten Bekenntnis (Landeskirche) an.
Seit der Volkszählung im Jahr 2000 wurde die religiöse Zusammensetzung der Einwohner, die keiner Landeskirche angehören, nicht mehr erfasst. Damals waren in der Gemeinde Richterswil 3,2 % Mitglied einer protestantischen Freikirche, 1,1 % bekannten sich zu einer Orthodoxen Kirche und 0,4 % gehörte sonstigen christlichen Gemeinschaften an. 2,9 % der Bevölkerung waren muslimischen Glaubens und 0,8 % bekannten sich zu einer anderen Religion. Der Anteil der Bewohner ohne religiöses Bekenntnis betrug 12,1 %. Weitere 3,2 % machten bei der Volkszählung keine Angaben zu ihrer religiösen Zugehörigkeit. Wie im Rest des Kantons Zürich dürfte sich seither der Anteil der Bevölkerung mit einer christlichen Konfession ausserhalb der Landeskirchen, aber insbesondere der Anteil der Menschen mit muslimischem Glauben und derjenigen ohne Bekenntnis stark vergrössert haben.

### Historische Bevölkerungsentwicklung
| Jahr          | 1634 | 1850  | 1920  | 1940  | 1962  | 1970  | 1980  | 1990  | 2000   | 2010   | 2011   | 2012   | 2013   | 2014   | 2015   | 2016   | 2017   | 2018   | 2019   | 2020   | 2021   |
| Einwohnerzahl | 893  | 3'203 | 4'527 | 4'554 | 5'935 | 7'380 | 8'635 | 9'882 | 10'430 | 12'336 | 12'574 | 12'825 | 12'999 | 13'008 | 13'177 | 13'304 | 13'352 | 13'467 | 13'598 | 13'647 | 13'800 |

## Politik

### Exekutive
Die ausführende Behörde (Exekutive) Richterswils ist der Gemeinderat. Er besteht aus neun Mitgliedern und führt die Geschäfte der politischen Gemeinde. Vorsitzender des Gemeinderats ist der Gemeindepräsident. Alle Gemeinderatsmitglieder sind für ein oder mehrere Ressorts zuständig, zudem präsidiert jedes Mitglied eine oder mehrere Kommissionen.
Die Gemeindekanzlei und die Abteilungen der Gemeindeverwaltung unterstützen den Gemeinderat bei der Vorbereitung von Geschäften sowie beim Vollzug von Beschlüssen. Die Gemeindeverwaltung wird vom Gemeindeschreiber geführt, der zugleich als Personalchef und Berater des Gemeinderates fungiert.
Der Gemeinderat setzt sich wie folgt zusammen (Amtsantritt am 1. Juli 2018): Als Gemeindepräsident amtiert Marcel Tanner (FDP), die weiteren Mitglieder sind – in alphabetischer Reihenfolge – Bernadette Dubs (SP), Hansjörg Germann (Die Mitte, vormals CVP), Evelyn Meuter (SVP), Willy Nüesch (FDP), Markus Oertle (SP), Renato Pfeffer (EVP), Christian Stalder (SVP) und Melanie Züger (FDP).

### Legislative
Gesetzgebendes Organ (Legislative) ist die Gemeindeversammlung, die de jure aus der Gesamtheit aller stimmberechtigten Schweizerbürgern besteht. Sie findet mindestens zweimal jährlich statt: Als Rechnungs-Gemeindeversammlung im Juni und als Budget-Gemeindeversammlung im Dezember. Dem Gemeinderat bleibt es vorbehalten, weitere Versammlungen einzuberufen, sollten genügend Geschäfte vorliegen.
Zu den Aufgaben der Gemeindeversammlung gehören unter anderem die Wahlen von kantonalen Geschworenen, die Rechtsetzung in Form von Erlassen von Verordnungen und Reglementen, das Bau- und Planungsrecht (kommunaler Richtplan, Bau- und Zonenordnung, Gestaltungspläne, Sondervorschriften), die Festlegung des Steuerfusses und eines Voranschlags sowie die Abnahme der Jahresabrechnung.

### Nationale Wahlen
Bei den Nationalratswahlen 2023 betrugen die Wähleranteile in Richterswil: SVP 29,81 % (+0,60), SP 17,10 % (+3,16), FDP 13,87 % (−1,79), Mitte 12,22 % (+3,17), glp 11,82 % (−1,39), Grüne 7,56 % (−5,05), EVP 2,59 % (−0,26), EDU 1,44 (+0,10).

## Verkehr
Die Gemeinde Richterswil ist bahnverkehrstechnisch durch die Anbindung an das Netz der Schweizerischen Bundesbahnen (SBB) und der Schweizerischen Südostbahn (SOB) erschlossen.
In Richterswil gibt es vier Bahnhöfe (Richterswil, Samstagern, Burghalden, Grüenfeld), die von vier S-Bahn-Linien des Zürcher Verkehrsverbunds bedient werden. Der Bahnhof Richterswil liegt an der Bahnlinie Zürich–Chur (SBB), die Bahnhöfe Samstagern und Burghalden sowie die Haltestelle Grüenfeld liegen an der Linie Wädenswil–Einsiedeln (SOB):
- S 2 Zürich Flughafen – Zürich HB – Pfäffikon SZ – Ziegelbrücke  (Richterswil)
- S 8 Winterthur – Wallisellen – Zürich HB – Thalwil – Pfäffikon SZ  (Richterswil)
- SN8 Pfäffikon ZH – Wallisellen – Zürich HB – Thalwil – Lachen  (Richterswil, ZVV-Nachtnetz)
- S 13 Wädenswil – Einsiedeln  (Samstagern, Burghalden, Grüenfeld)
- S 40 Rapperswil – Pfäffikon SZ – Einsiedeln  (Samstagern)

Innerhalb der Gemeinde verbindet die Buslinie 170 die Ortsteile Richterswil, Burghalden und Samstagern. Zudem verkehren die Buslinien 175 und 176 zwischen Richterswil und Wollerau; zwischen Samstagern und Pfäffikon SZ fährt die Postauto-Linie 180.
Richterswil hat eine Schifflände, die von Kursschiffen der Zürichsee-Schiffahrtsgesellschaft (ZSG) angefahren wird. Unter anderem über die Autobahn A3 Zürich–Chur ist Richterswil mit dem Individualverkehr erreichbar.

## Sehenswürdigkeiten

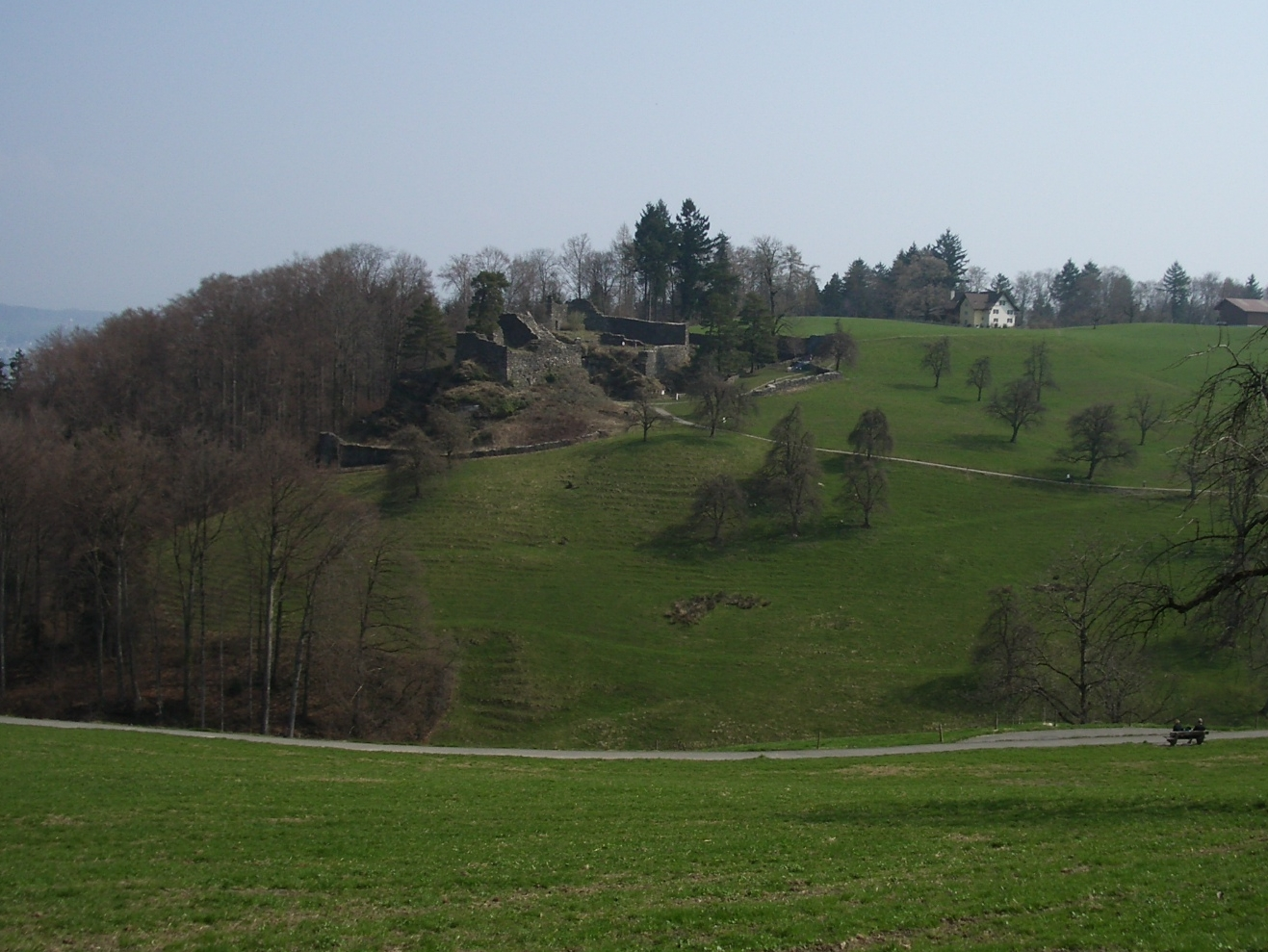
Ruine Alt-Wädenswil

### Kirchen

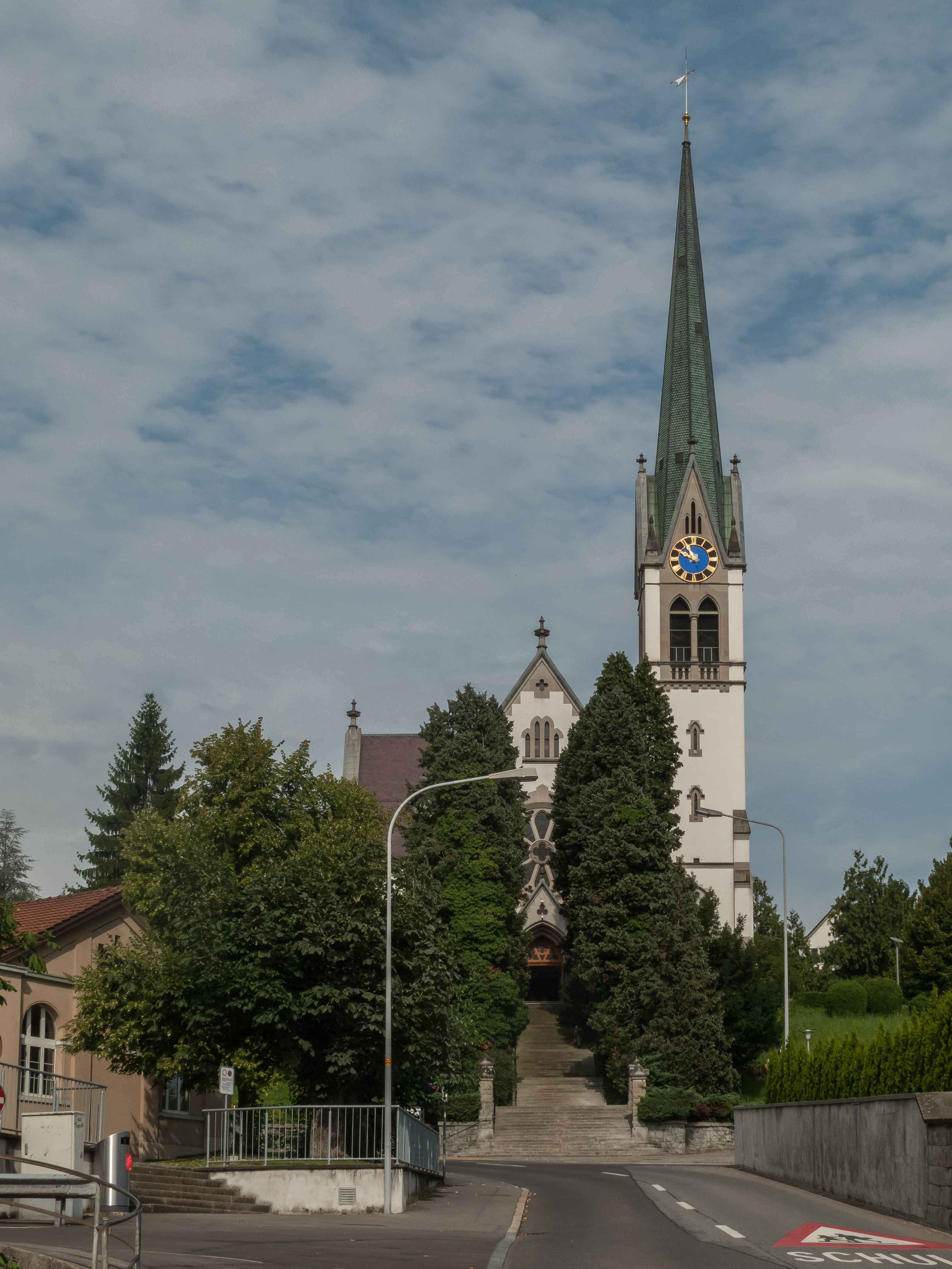
Reformierte Kirche Richterswil

In der Gemeinde Richterswil mit den Ortsteilen Burghalden und Samstagern gibt es folgende Kirchen und christliche Vereinigungen:
- Die reformierte Kirchgemeinde besitzt die Reformierte Kirche Richterswil, welche in den Jahren 1902 bis 1905 von Jacques Kehrer im Stil der Neugotik erbaut wurde.
- Die römisch-katholische Kirche Heilige Familie zählt zu den wichtigsten Zeugen neobarocker Architektur im Kanton Zürich. Sie wurde 1913 bis 1914 von Adolf Gaudy errichtet.
- Die zweite römisch-katholische Kirche St. Marien befindet sich in Samstagern an der Bergstrasse. Sie ersetzte im Jahr 2012 einen Vorgängerbau und ist derzeit (Stand 2014) die jüngste katholische Kirche des Kantons Zürich.
- Die Chrischona-Gemeinde findet sich an der Weberrütistrasse in Samstagern.
- Die Kirche Jesu Christi der Heiligen der Letzten Tage befindet sich am Schwandenweg im Gemeindeteil Samstagern.

### Historischer Dorfkern
Richterswil verfügt über einen Dorfkern mit vielen gut erhaltenen Fachwerkhäusern sowie über ein denkmalgeschütztes Bahnhofsgebäude. Der Gasthof «Drei Könige» zeugt von der einst grossen Bedeutung Richterswils als Pilgerdurchgangsort (Wallfahrten nach Einsiedeln). Die reformierte und die katholische Kirche sind Beispiele für die Sakralarchitektur in der Spätphase des Historismus.
Bemerkenswerte Zivilbauten sind auch das «Doktorhaus» mit Goethesäli, der ehemalige Gasthof «zum Raben», das Haus «zum Bären», Mülenen (ehemalige Heimatwerkschule).

### Ruine Alt-Wädenswil
Ebenfalls auf dem Gemeindegebiet befindet sich die Burgruine Alt-Wädenswil, die grösste Festungsruine im Kanton Zürich.

### Sternenschanze
Unweit des malerischen Sternensees bei Samstagern sind die Erdwälle einer der zahlreichen Schanzen im konfessionellen Grenzgebiet zur katholischen Zentralschweiz erhalten. Die Schanzwerke waren in den Villmergerkriegen und im Sonderbundskrieg von Bedeutung.

### Natur
Die Gemeinde birgt mehrere Aussichtspunkte mit Ausblick auf den Zürichsee, die Inseln Ufenau, Lützelau und Schönenwirt und auf die Vorläufer der Glarner- und Appenzelleralpen. Der wohl bekannteste Ausblicksplatz unweit des Bahnhofs Burghalden wird mit Bezug auf seinen wohl bekanntesten Verehrer als «Gottfried-Keller-Plätzli» bezeichnet. Als reizvoll gelten auch die Uferanlagen (Halbinsel Horn, Zürichseeinsel «Schönenwirt»), die Moränenlandschaft im Richterswiler Berg sowie der 2012 fertiggestellte Uferweg zwischen Wädenswil und Richterswil. Im Rahmen einer Renaturierung im Bereich Garnhänki ist entlang der bestehenden Seepromenade Richtung Bäch das Fällen von 39 Kastanienbäumen geplant. Dagegen hat die Interessengemeinschaft Baumfreunde opponiert. Bei der Gemeindeabstimmung vom 7. Mai 2021 wurde jedoch dem Umgestaltungsprojekt zugestimmt. Die Opposition gegen dieses Umgestaltungsprojekt ist weiterhin aktiv.

## Kunst, Kultur

### Schulen
Die Volksschule besteht aus den drei Stufen Kindergarten, Primarschule (1. bis 6. Klasse) und Oberstufe (7. bis 8./9. Klasse). Die Schule Richterswil-Samstagern ist organisatorisch in fünf Schuleinheiten (Boden, Dorf, Feld 1, Feld 2, Samstagern) mit je eigener Schulleitung untergliedert. Die Oberstufe wird als dreiteilige Sekundarschule geführt. Während es sowohl in Richterswil als auch in Samstagern Kindergärten und Primarschulhäuser gibt, gehen Schüler aus Samstagern in der siebten bis neunten Klasse nach Richterswil in die Schule.

### Bibliothek
Richterswil verfügt über eine Gemeindebibliothek mit einem Angebot an Büchern, Zeitschriften und elektronischen Medien für Erwachsene und Kinder. Ihr Bestand ist in einem zentralen Online-Katalog der Gemeindebibliotheken im Kanton Zürich erschlossen. Darüber hinaus veranstaltet die Bibliothek in unregelmässigem Abstand Lesungen und ist Initiantin eines Lesezirkels.

### Museen
Mit dem Ortsmuseum im barocken Fachwerkhaus Bären und der Schausägerei mit Museum in der Sagi Samstagern verfügt die Gemeinde über zwei Museen.

### Freizeit
Richterswil verfügt über zwei gemeindeeigene Seebäder am Zürichsee und am Hüttnersee sowie über ein Schulhallenbad im Schulhaus Feld 1, das zu unterrichtsfreien Zeiten öffentlich zugänglich ist.
Das Horn ist eine öffentliche Halbinsel, die nicht nur ein beliebter Badeort ist, sondern darüber hinaus weitere Infrastruktur für die Freizeitgestaltung bereitstellt, so etwa ein Beachvolleyballfeld und Grillplätze.

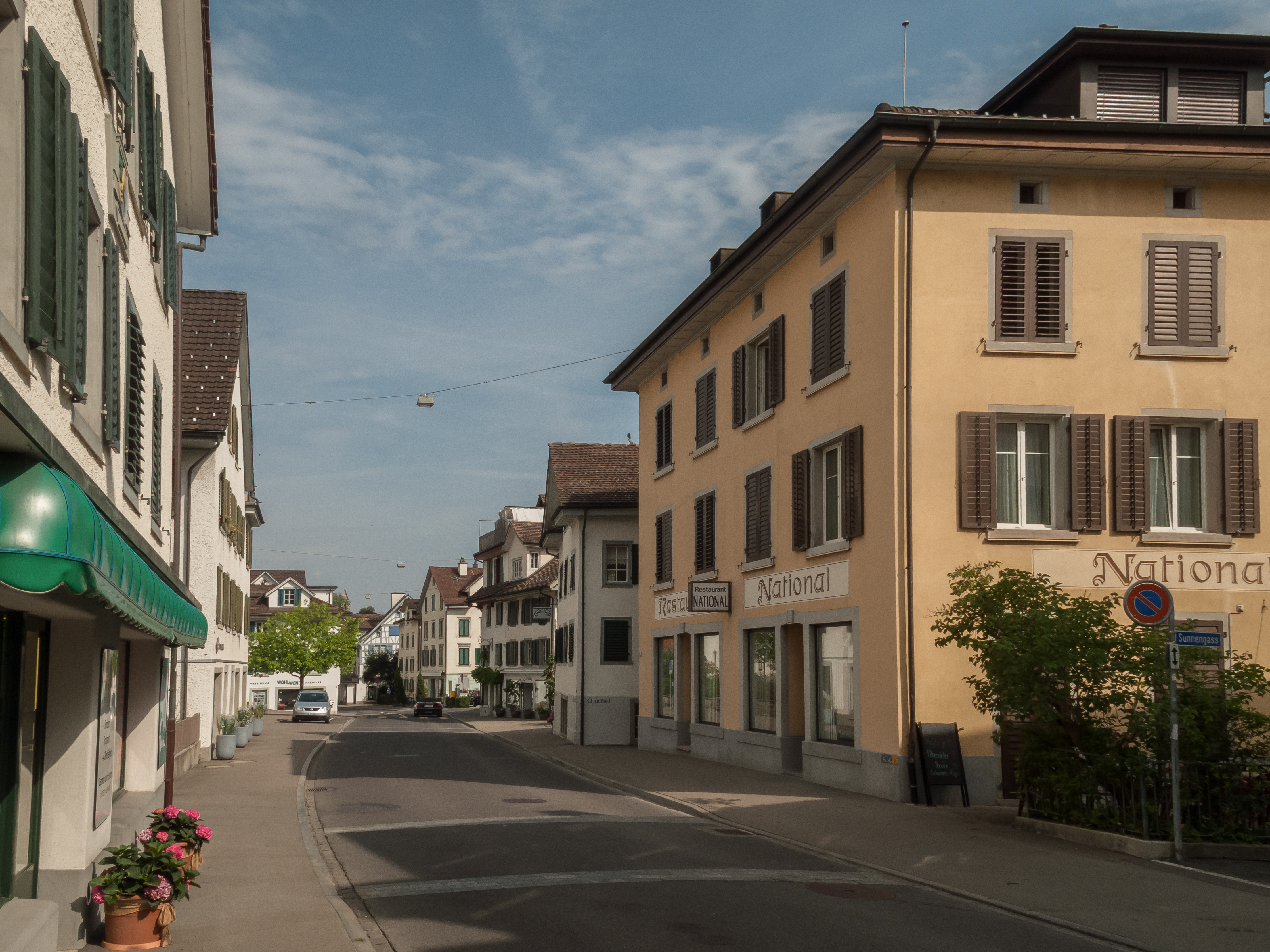
Blick auf die Dorfstrasse

### Veranstaltungen

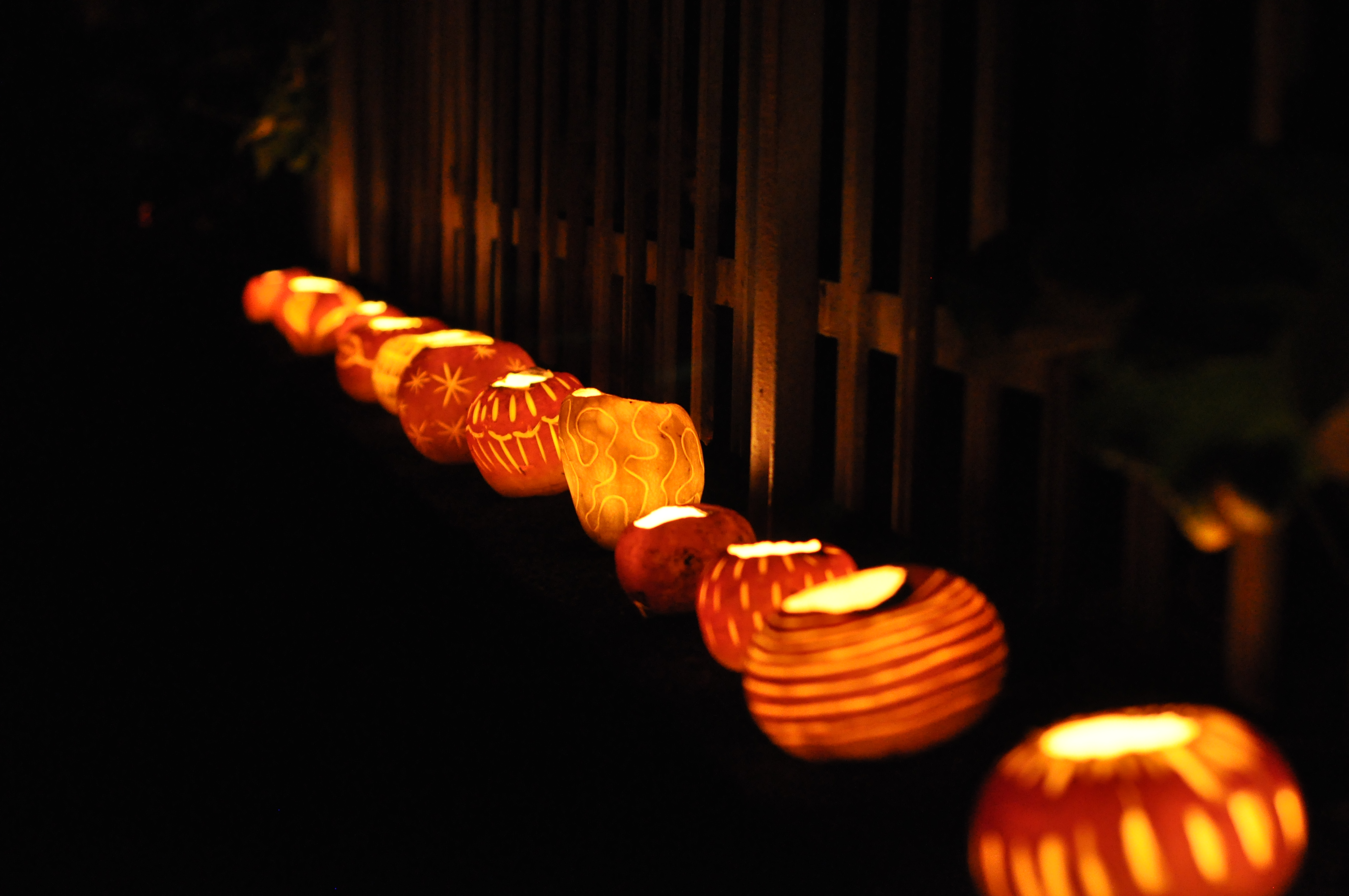
Strassendekoration an der Räbechilbi

Zu den traditionellen Veranstaltungen in Richterswil gehören:
- Die Räbechilbi, die lokale Variante des alemannischen Räbenlichtbrauchtums, findet jeweils am zweiten Samstag im November statt. Sie hat überregionale Bedeutung und zieht jährlich über 10'000 Besucher nach Richterswil.
- Die Chilbi (Kirchweih) in Richterswil und die Bergchilbi in Samstagern, die jeweils an aufeinander folgenden Wochenenden (Samstag bis Montag) im August stattfinden.
- Die Haaggeri ist ein lokaler Brauch, der in Samstagern am Abend des vorletzten Arbeitstages (anderletzten Werchnacht) des Jahres begangen wird. Dabei geht es nach alter Tradition um das Austreiben von bösen Geistern mit Geisseln, Glocken und dem «Haaggeri», einem geschnitzten Pferdekopf, mit dem Gruppen von je vier bis acht ledigen Burschen an den Fenstern der (Bauern-)Häuser um Geld betteln.

In jüngster Zeit haben sich weitere regelmässig stattfindende kulturelle Veranstaltungen etabliert:
- Die Beachparty Richterswil, die seit 1998 einmal jährlich auf der Halbinsel Horn stattfindet.
- Das Open-air-Kino Ciné au Lac, das seit den 1990er Jahren jeweils während einer Woche im Juli auf der Halbinsel Horn stattfand, wird 2024 erstmals als Openair Kino Richterswil durchgeführt.

## Persönlichkeiten
- Johannes Hotze (1734–1801), Landarzt von internationalem Ansehen. Geboren in Richterswil, nach dem Stäfnerhandel nach Frankfurt am Main emigriert.
- Friedrich von Hotze (1739–1799), kaiserlich-königlicher Feldmarschallleutnant (Divisionär). Geboren in Richterswil.
- Jakob Braendlin-Näf (1775–1845), Textiltechniker und -unternehmer. Geboren in Richterswil.
- Rudolf Braendlin (1780–1837), Unternehmer und Politiker. Geboren in Richterswil.
- Johann Jakob Staub (1783–1852), Schneidermeister in Paris. Geboren in Richterswil.
- Johann Jakob Hürlimann (1796–1853), Unternehmer und Politiker.
- Johannes Wild (1814–1894), Ingenieur und Kartograph. Geboren und gestorben in Richterswil.
- Johann Jakob Treichler (1822–1906), Rechtswissenschaftler und Politiker. Geburts- und Bürgerort ist Richterswil.
- Johannes Eschmann (1834–1896), Landwirt und Politiker.
- Heinrich Landis (1833–1915) Kaufmann und Politiker. Geboren und gestorben in Richterswil sowie Bürger von Richterswil.
- Heinrich Landis (1879–1922), Elektrotechniker und Unternehmer. Geboren in Richterswil.
- Ernst Eschmann (1886–1953), Schriftsteller. Geboren in Richterswil.
- Paul Burkhard (1888–1964), Bildhauer und Zeichner. Geboren in Richterswil.
- Hans Streuli (1892–1970), Architekt und Politiker (FDP), Bundesrat. 1928–1935 Gemeindepräsident von Richterswil.
- Dora Maria Kalff, geborene Gattiker (1904–1990), Tiefenpsychologin und Autorin. Geboren in Richterswil.
- Eduard Fueter (1908–1970), Historiker. Gestorben in Richterswil.
- Bernhard von Arx (1924–2012), Schriftsteller. Lebte in Richterswil.
- Dialma Jakob Bänziger (1927–2022), Brückenbau-Ingenieur. Lebte und starb in Richterswil.
- Hans Peter Treichler (1941–2019), Journalist, Autor, Volkslied und Chanson-Interpret. Lebte und starb in Richterswil.
- Ernst Bigler (* 1946), Jazzmusiker
- Fredy Staub (* 1952), Theologe. Geboren in Richterswil.
- Ancillo Canepa (* 1953), Manager. Geboren in Richterswil.
- André Blattmann (* 1956), Korpskommandant, 2009–2016 Chef der Schweizer Armee. Geboren in Richterswil.
- Alex Kuprecht (* 1957), Politiker (SVP), Ständerat. Geboren in Richterswil.
- Daniel Hess (* 1963), Kunsthistoriker, Generaldirektor des Germanischen Nationalmuseums in Nürnberg. Geboren in Richterswil.
- Peter Walt (* 1964), Radiomoderator. Lebt in Richterswil.
- Ruedi Wild (* 1982), Triathlet. Geboren in Richterswil.
- Elias Schmäh (* 1986), Radrennfahrer. Geboren in Richterswil.
- Äneas Humm (* 1995), Lied- und Opernsänger. Geboren in Richterswil.